# Tanycoryphus ibericus
Tanycoryphus ibericus är en stekelart som beskrevs av Jean-Yves Rasplus och Gérard Delvare 1996. Tanycoryphus ibericus ingår i släktet Tanycoryphus och familjen bredlårsteklar.
Artens utbredningsområde är Spanien. Inga underarter finns listade i Catalogue of Life.